# Agelanthus lugardii
Agelanthus lugardii là một loài thực vật có hoa trong họ Loranthaceae. Loài này được (N.E.Br.) Polhill & Wiens mô tả khoa học đầu tiên năm 1992.